# TWINVIOLIN
TWINVIOLIN（ツインヴァイオリン）は、日本の男女２人で構成されている。
聴き馴染みのあるクラシック曲からタンゴ・ジプシー、映画音楽、オリジナル曲まで幅広いジャンルを提供している。
演者と観客が一体となって味わえる、迫力あるエンターテイメント。
また、TSUNAMIヴァイオリンを使用して各地での演奏も展開している。
『TSUNAMIヴァイオリン』とは。
弦楽器製作者の中澤宗幸氏によって東日本大震災の津波から生じた流木や倒壊家屋の材木を使って作られた。
ヴァイオリンに続き、ヴィオラとチェロも作られた。
弦楽器の表板と裏板の響きをつなぐ「魂柱」には陸前高田の「奇跡の一本松」が使われている。
『TSUNAMIヴァイオリン・プロジェクト』〜千の音色でつなぐ絆〜と題して、これらの楽器を奏者が弾きつないでいき、震災で起こったことを風化させないよう、またいつ起こるか分からない自然災害に備えていってほしいという願いが込められたプロジェクトである。

## メンバー

### ヴァイオリン
- 山内達哉
- fumiko

## 主な活動
- 全国各地のホール文化事業でのコンサートから、学校訪問、施設訪問、ディナーショーなど
- 2016年11月9日放送 BS朝日「日本の名曲 人生、歌がある」出演（演奏曲：愛燦燦）
- 明治神宮参集殿「昭憲皇太后の御心をつなぐ演奏会」
- 代々木公園「青の洞窟」出演
- 広島 絆ホール「平和・いのちのコンサート」
- トヨタ本社バレンタインコンサート
- TSUNAMI VIOLINコンサート
- ABCTVドラマ「ミヤコが京都にやって来た! | 朝日放送テレビ」劇伴の音楽演奏。

出典：